# 魯布萊內
50°17′17″N 37°34′15″E / 50.28806°N 37.57083°E
魯布萊內（烏克蘭語：Рублене）是位於烏克蘭東部的村莊，由哈爾科夫州庫皮揚斯克區的維利胡瓦特卡市鎮負責管轄。該村始建於1650年，面積1.23平方公里，海拔高度210米，2001年人口678，人口密度每平方公里552.6人。